# Kaple svaté Anny (Karlovy Vary)
Kaple svaté Anny, původně zvaná Schwarzova kaple, je pozdně barokní stavba pravděpodobně z poloviny 18. století. Stojí na nejvyšším místě ulice Zámecký vrch ve vilové čtvrti Westend v Karlových Varech.
Byla prohlášena kulturní památkou. Památkově chráněna je od 3. května 1958 (rejstříkové číslo v ÚSKP 18326/4-886), event. od 5. února 1964.

## Historie
Kapli nechal na své náklady postavit karlovarský občan Kašpar Schwarz zřejmě v polovině 18. století, na mapách okolí města je však uváděna až ve století devatenáctém. Mnohdy se objevuje na kresbách německého spisovatele Johanna Wolfganga von Goetha. Ve druhé polovině 19. století byl v sousedství kaple vystavěn nový anglikánský kostel sv. Lukáše a začala vznikat výstavní vilová čtvrť Westend. Kaple tak ztratila svou dominantní pozici a pomalu začala upadat. Pravděpodobně po druhé světové válce přišla o vnitřní výzdobu. V dalším období byla několikrát opravována, např. v roce 1981 a 2000. Roku 2007 proběhla větší rekonstrukce, při níž byly opraveny vnější omítky, vybílen interiér a natřeny kovové prvky. Upraveno bylo i okolí kaple, stromy byly částečně vykáceny a byly vyrovnány schody vedoucí ke kapli.
Dne 18. října 2007 byla nově zasvěcena sv. Anně. V interiéru byla umístěna socha sv. Anny s Pannou Marií zapůjčená z karlovarského děkanství.

## Popis
Kaple stojí na malém upraveném návrší při významném rozcestí ulic Zámecký vrch, Petra Velikého a jedné z hlavních cest karlovarských lázeňských lesů Sovovy cesty.
Jedná se o pozdně barokní hranolovou stavbu zhruba čtvercového půdorysu krytou sedlovou střechou z pálených tašek bobrovek. Vstupní průčelí má obdélný polokruhově zakončený vchod, na obou stranách s pilastry. Stavba je završena polokruhovým štítem, zdobeným třemi kuželkami a křížem na vrcholu. Vchod je opatřen kovanou ozdobnou mříží s trojlístkovým křížem. Vnitřní prostor kaple je zakončen křížovou klenbou, na stěnách jsou obdélné polokruhově zakončené výklenky.
Kaple není volně přístupná.